# Parafia św. Mikołaja w Chmieleniu
Parafia św. Mikołaja w Chmieleniu – parafia rzymskokatolicka w dekanacie Lwówek Śląski w diecezji legnickiej. Obsługiwana przez księży diecezjalnych. Erygowana w 1705.

## Obszar parafii
Miejscowości należące do parafii:Chmieleń, Gajówka, Młyńsko, Radoniów.